# رافع عبد اللطيف طلفاح التكريتي

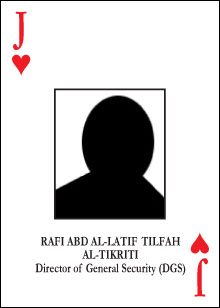
صورة بطاقة رافع عبد اللطيف طلفاح التكريتي ضمن مجموعة أوراق اللعب لأهم المطلوبين العراقيين.

رافع عبد اللطيف طلفاح التكريتي هو مسؤول أمني عراقي في فترة حكم صدام حسين وابن خاله، وهو ابن عم وزير الدفاع الأسبق عدنان خير الله ومرافقه، ولد عام 1954 في تكريت. كان يشغل منصب مدير الأمن العام.
كان ضمن قائمة العراقيين المطلوبين لدى الولايات المتحدة عند احتلال العراق وتسلسله 15، وما يزال هاربا أو مفقودا.
في عام 2017، أقر مجلس النواب العراقي قانونا ينص على مصادرة الأموال المنقولة وغير المنقولة لكل من صدام حسين وزوجاته وأولاده وأحفاده وأقربائه حتى الدرجة الثانية ووكلائهم ومصادرة أموال قائمة من 52 من أركان النظام السابق، كان من بينهم رافع عبد اللطيف طلفاح.
في عام 2018، نشرت السلطات العراقية قوائم ضمت أسماء 60 شخصا من أهم المطلوبين لديها، كان بينها اسم رافع عبد اللطيف طلفاح.